# Pakistan ai Giochi della XVI Olimpiade
Il Pakistan ha partecipato ai Giochi della XVI Olimpiade che si sono svolti a Melbourne dal 22 novembre all'8 dicembre 1956 
con una delegazione di 55 atleti impegnati in 8 discipline,
aggiudicandosi 1 medaglia d'argento.

## Medagliere
| Medaglia | Atleta | Sport           | Evento          |
| -------- | --- | --------------- | --------------- |
| Argento  | Zakir Hussain Munir Ahmed Dar Ghulam Rasool Anwar Ahmed Khan Qazi Massarrat Hussain Noor Alam Abdul Hamid Habibur Rehman Ahmed Naseer Bunda Motiullah Latif-ur Rehman Akhtar Hussain Habib Ali Kiddie Manzoor Hussain Atif | Hockey su prato | Torneo maschile |